# Rain's a Comin'
Rain's a Comin' é o segundo álbum de estúdio da banda Children 18:3, lançado a 29 de junho de 2010.
O website Jesus Freak Hideout afirmou que este disco era um dos mais antecipados álbuns do ano.
| Críticas profissionais                                                      | Críticas profissionais |
| Avaliações da crítica                                                       | Avaliações da crítica  |
| Fonte                                                                       | Avaliação              |
| --------------------------------------------------------------------------- | ---------------------- |
| Jesus Freak Hideout                                                         | [ 4 ]                  |
| Esta tabela precisa de ser acompanhada por texto em prosa. Consulte o guia. |                        |

## Faixas
1. "Rain's A Comin'" - 1:40
2. "Cover Your Eyes" - 2:10
3. "Cruel One" - 2:41
4. "Whispering" - 1:09
5. "Hey Driftwood (Tides)" - 4:03
6. "Oh Bravo" - 3:11
7. "Oh Honestly!" - 3:01
8. "Wonder I" - 3:13
9. "Stronger" - 3:34
10. "Jack O' Lantern Dreams" - 2:08
11. "Lost So Long" - 4:50
12. "The Last Laugh" - 1:36

## Créditos
- Lee Marie Hostetter - Piano, baixo, vocal
- Seth Hostetter - Percussão, bateria, vocal
- David Hostetter - Guitarra, vocal